# Hilde De Ridder-Symoens
Hildegarde De Ridder-Symoens (* 19. April 1943 in Sint-Jans-Molenbeek; † 5. März 2023) war eine belgische Historikerin.

## Leben und Wirken
Hilde De Ridder-Symoens verbrachte ihre Jugend im damaligen Belgisch-Kongo und studierte Geisteswissenschaften an der „Athénée Royal“ in Léopoldville. 1960 kehrte sie nach Belgien zurück und studierte Geschichte an der Universität Gent. 1964 machte sie ihren Abschluss als Master und wurde Wissenschaftliche Assistentin. 1969 wurde sie mit der Arbeit Brabanders aan de Rechtsfaculteit van Orleans, von 1444 bis 1555 an der Universität Gent im Fachgebiet Geschichte promoviert. Danach arbeitete sie bis 2000 als Wissenschaftliche Mitarbeiterin beim Belgischen Nationalfonds für wissenschaftliche Forschung und hatte Gastaufenthalte und -professuren am Max-Planck-Institut für europäische Rechtsgeschichte (1983), an der Universität von Berkeley (1993 und 1998) und am Merton College in Oxford (1994). Von 1986 bis 2001 war sie Part-time-Professor für Geschichte des Mittelalters an der Vrije Universiteit Amsterdam. 2001 wurde sie zum ordentlichen Professor für Frühe Neuzeit an die Universität Gent berufen und behielt diese Position zu ihrem Eintritt in den Ruhestand 2008.
Ihre Forschungsschwerpunkte waren Geschichte und Hochschulbildung im Mittelalter und in der Frühen Neuzeit, insbesondere die europäische Universitätsgeschichte, die Mobilität der Studierenden und die sozialen Folgen der Hochschulbildung. Sie war mit Walter Rüegg Mitherausgeberin der ersten beiden Bände der vierbändigen Geschichte der Universität in Europa.
Ab 1985 war sie Generalsekretärin der Internationalen Kommission für Universitätsgeschichte. Sie gehörte zum Beirat des Jahrbuches für Universitätsgeschichte. Seit 2003 war sie Mitglied der Klasse Humanwissenschaften der Königlich Flämischen Akademie der Wissenschaften und Künste. Seit 2009 war sie ordentliches Mitglied der Academia Europaea.

## Schriften
- mit Walter Rüegg (Hrsg.): A History of the University in Europe. Cambridge University Press, Cambridge.
  - Band 1: Universities in the Middle Ages. 1992, ISBN 0-521-36105-2.
  - Band 2: Universities in Early Modern Europe (1500–1800). 1996, ISBN 0-521-54114-X.